# Colorno
Colorno (pronuncia /koˈlorno/; Colórni in dialetto parmigiano) è un comune italiano di 9 165 abitanti della provincia di Parma in Emilia-Romagna.
Fa parte dell'Unione Bassa Est Parmense.
Si trova nella parte orientale della Bassa parmense ed è attraversato dal torrente Lorno, da cui prende il nome.

## Storia

### Simboli
Gli elementi dello stemma furono fissati con delibera della Comunità di Colorno del 7 giugno 1790, in base alla concessione del Duca di Parma Ferdinando I di Borbone. Successivamente stemma e gonfalone sono stati concessi ufficialmente con decreto del presidente della Repubblica del 27 aprile 1964.
La croce e il drago sono attributi di santa Margherita, patrona della città. La corona di marchese ricorda che il paese fu capitale del marchesato dei Sanseverino, che ne ebbero l'investitura dai Farnese.
Il gonfalone in uso è costituito da un drappo partito di verde e di giallo.

## Monumenti e luoghi d'interesse

### Architetture civili
- Palazzo Ducale e Giardino Storico
- Aranciaia
- Torre delle Acque
- Venaria Reale
- Grancia benedettina di Sanguigna
- Villa Grasselli a Copermio

### Architetture religiose
- Cappella ducale di San Liborio
- Duomo di Santa Margherita
- Chiesa di Santo Stefano
- Oratorio di Santa Maria della Neve
- Oratorio della Santissima Annunziata a Vedole
- Chiesa di San Rocco a Vedole
- Oratorio della Beata Vergine del Buon Cuore a Copermio
- Chiesa di San Pietro a Copermio
- Chiesa di Santa Maria Annunziata a Mezzano Rondani
- Chiesa di San Salvatore a Sanguigna

## Società

### Evoluzione demografica
Abitanti censiti

### Etnie e minoranze straniere
Al 31 dicembre 2023 la popolazione straniera era di 1.562 persone, pari al 16,44% dei residenti.

## Cultura

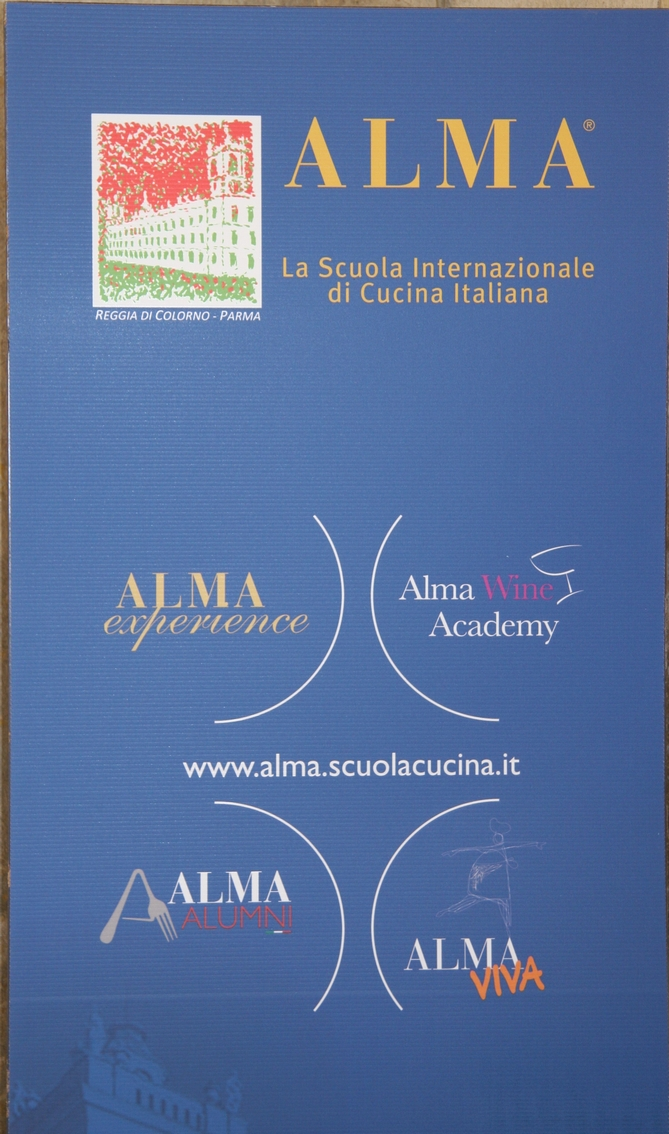
L'ALMA, La Scuola Internazionale di Cucina Italiana del Palazzo Ducale di Colorno

### Istruzione

#### Musei
- Museo dei paesaggi di terra e di fiume

### Cinema
Una delle prime opere cinematografiche colornesi sono risalenti al 1975, con il film documentario Matti da slegare, diretto da una collaborazione tra i registi Marco Bellocchio, Silvano Agosti, Sandro Petraglia e Stefano Rulli. Il film venne girato all'interno dell'ospedale psichiatrico di Colorno e verte intorno alle storie di alcuni pazienti e alle loro vite al di fuori dell'istituto, sostenendo le tesi dello psichiatra Franco Basaglia  sulla malattia mentale. Lo stesso anno il film venne presentato al Festival di Berlino e vinse il Premio Raccomandazioni e il Premio OCIC.
Nel 1992 venne scelta Piazza Garibaldi come location per il film Ostinato destino, diretto da Gianfranco Albano e con protagonisti Monica Bellucci e Alessandro Gassman.
Lista dei film
Lista delle pellicole girate interamente a Colorno, o che riguardano alcune scene riprese dalla città.
- Matti da slegare, regia di Marco Bellocchio, Silvano Agosti, Sandro Petraglia e Stefano Rulli (1975) - documentario
- Avalanche Express, regia di Mark Robson e Monte Hellman (1979)[15]
- La certosa di Parma, regia di Mauro Bolognini (1982) - miniserie televisiva[16]
- Ostinato destino, regia di Gianfranco Albano (1992)
- La certosa di Parma, regia di Cinzia TH Torrini (2012) - miniserie televisiva
- Nottambulo, regia di Andrea Conti (2025) - cortometraggio

### Cucina
Nel Palazzo Ducale ha la propria sede l'ALMA, Scuola internazionale di cucina Italiana.
Dal 5 marzo 2008 è attiva la Confraternita del Tortél Dóls che ha come scopo quello di mantenere viva nelle nuove generazioni la tradizione culturale-gastronomica delle zone tipiche della bassa parmense ed in particolare dei Tortéj Dóls, tortelli dal ripieno agrodolce la cui ricetta è stata tramandata fin dai tempi della Duchessa Maria Luigia d'Austria.

## Amministrazione
Amministrazioni che si sono succedute a Colorno dal 1988.
| Periodo           | Periodo        | Primo cittadino   | Partito | Carica  | Note   |
| ----------------- | -------------- | ----------------- | --- | ------- | ------ |
| 2 settembre 1988  | 2 luglio 1990  | Germano Biacchi   | Partito Socialista Italiano                                                                                              | Sindaco | [ 17 ] |
| 5 luglio 1990     | 12 luglio 1993 | Germano Biacchi   | Partito Socialista Italiano                                                                                              | Sindaco | [ 17 ] |
| 11 settembre 1993 | 24 aprile 1995 | Davide Conti      | Democrazia Cristiana | Sindaco | [ 17 ] |
| 24 aprile 1995    | 14 giugno 1999 | Davide Conti      | centro-sinistra | Sindaco | [ 17 ] |
| 14 giugno 1999    | 14 giugno 2004 | Sabrina Fornia    | lista civica | Sindaco | [ 17 ] |
| 14 giugno 2004    | 8 giugno 2009  | Stefano Gelati    | centro-sinistra | Sindaco | [ 17 ] |
| 8 giugno 2009     | 26 maggio 2014 | Michela Canova    | centro-sinistra | Sindaco | [ 17 ] |
| 26 maggio 2014    | 27 maggio 2019 | Michela Canova    | lista civica di centro-sinistra: "Si amo Colorno", sostenuta dal PD                                                      | Sindaco | [ 17 ] |
| 27 maggio 2019    | 9 giugno 2024  | Christian Stocchi | lista di centro-destra "Lista Stocchi per Colorno", sostenuta da: Lega Salvini premier, Fratelli d'Italia e Forza Italia | Sindaco | [ 17 ] |
|                   | in carica      | Christian Stocchi | lista di centro-destra                                                                                                   | Sindaco | [ 17 ] |

## Infrastrutture e trasporti

### Strade
Colorno è attraversata dall'ex SS 343 Asolana che unisce Parma a Montichiari, nei dintorni di Brescia.

### Ferrovie
Colorno è servita da una propria stazione ferroviaria posta lungo la linea Brescia-Parma.

## Sport

### Calcio

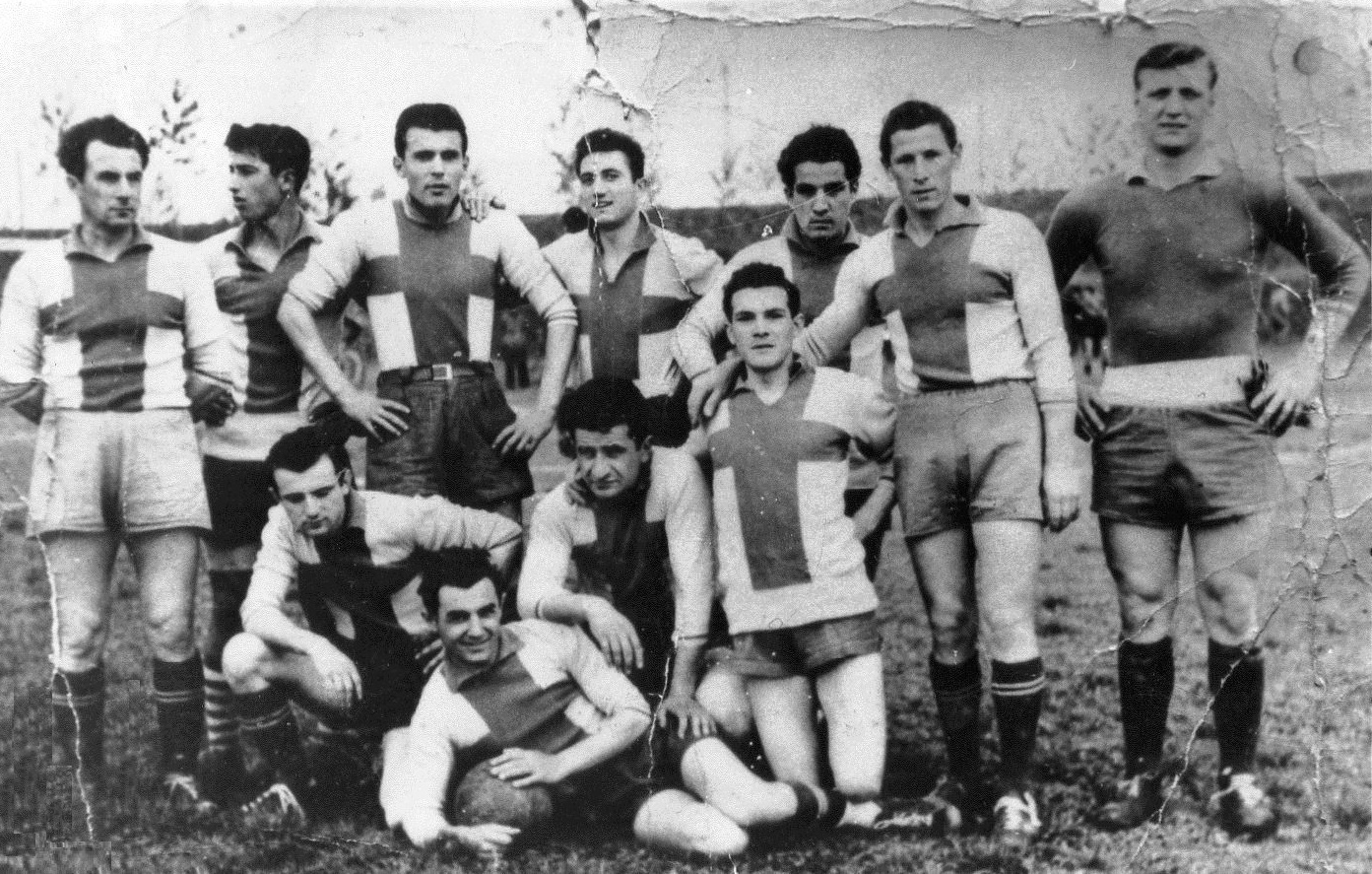
Formazione dell'AC Colorno nel campionato di Prima Divisione Emilia-Romagna 1951-1952.

La principale squadra di calcio della città è l'A.C.D. Colorno che milita nel girone A dell'Eccellenza Emilia-Romagna ed ha partecipato tra il 1985 e il 1991 a sei campionati nazionali dilettantistici. Ha vinto la Coppa Italia d'Eccellenza Emilia-Romagna 1998/1999.
Tra i giocatori che in passato vi hanno militato si ricordano Ahmed Barusso, Stefano Pioli, Marco Giandebiaggi, Ferdinando Piro, Giacomo Murelli, Alberto Michelotti, Giovanni Griffith e Simone Cavalli.

### Rugby
La principale squadra di rugby della città è il Colorno Rugby che al termine della stagione 2018-2019 ha ottenuto la promozione in TOP12, dove milita attualmente.